# Antoni Wieczorkiewicz (komunista)
Antoni Wieczorkiewicz (ur. 13 czerwca 1895 w Goryniu, zm. 29 marca 1925 w Kołosowie) – podporucznik piechoty Wojska Polskiego, działacz Komunistycznej Partii Robotniczej Polski.

## Życiorys
Pierwsze przejawy działalności rewolucyjnej objawił podczas służby wojskowej w 1918 roku, po zakończeniu służby przeszedł do Polskiej Organizacji Wojskowej. W latach 1918–1919 był komendantem Milicji Ludowej w Kozienicach, od 1919 roku ponownie w Wojsku Polskim. Uczestniczył w II powstaniu śląskim, w latach 1919–1923 był członkiem organizacji wojskowej Komunistycznej Partii Robotniczej Polski. 3 maja 1922 roku zweryfikowany został w stopniu podporucznika ze starszeństwem z dniem 1 czerwca 1919 roku w korpusie oficerów piechoty. Pełnił służbę w 34 pułku piechoty w Białej Podlaskiej.
W dniu 2 sierpnia 1923 roku został aresztowany wraz z nieznanym mu osobiście por. Walerym Bagińskim za działalność komunistyczną i organizację zamachów bombowych, które miały miejsce w kwietniu i maju 1923 w Warszawie i Krakowie. Do przewinień Wieczorkiewicza i Bagińskiego dodano również pomoc w przygotowaniach do wysadzenia prochowni w Cytadeli Warszawskiej. Zdarzenie to miało miejsce 13 października 1923 (w czasie gdy obaj oskarżeni byli osadzeni w więzieniu), a śmierć poniosło 25 żołnierzy. Zarówno Bagiński, jak i Wieczorkiewicz zostali skazani przez sąd na karę śmierci, którą zamieniono zgodnie z okazanym przez prezydenta Stanisława Wojciechowskiego prawem łaski na 15 lat pozbawienia wolności. Po latach proces okazał się prowokacją, a oskarżyciel i świadek Józef Cechnowski donosicielem policyjnym. Wyrok utrzymano w mocy. Na początku 1925 roku Wieczorkiewicza i Bagińskiego jako działaczy komunistycznych przeznaczono do zaproponowanej przez rząd radziecki operacji wymiany więźniów politycznych. Skazańcy mieli zostać wymienieni za więzionego przez NKWD byłego konsula RP w Gruzji sędziego Łaszkiewicza z rodziną. Podczas transportu więźniów do punktu granicznego w Kołosowie konwojujący ich policjant, przodownik Józef Muraszko zastrzelił obu więźniów. Do zdarzenia miało dojść, gdy pociąg przekroczył już granicę. Bagiński zginął na miejscu, a ranny w brzuch Wieczorkiewicz zmarł po przewiezieniu do szpitala. Tuż po zdarzeniu pociąg został zawrócony do Stołpiec, a Muraszko poddał się – według różnych wersji – mówiąc: „Sądzę, że dokonałem czyn patriotyczny zabijając zbrodniarzy” lub „Zabiłem zdrajców”, oświadczając przy tym, że chce ponieść całkowitą odpowiedzialność za swoje czyny. W prasie polskiej czyn policjanta przedstawiano jako samowolny i wskazywano, że wcześniej był on prześladowany przez bolszewików i skazany przez nich na śmierć oraz doprowadzony do egzekucji, której ostatecznie uniknął. Z akt sądowych wynika, że Muraszkę skazano na dwa lata więzienia, a po roku zwolniono.
Sprawie Antoniego Wieczorkiewicza i Walerego Bagińskiego pisarz Stanisław Goszczurny poświęcił książkę „Wyrok śmierci”.
W PRL Antoni Wieczorkiewicz był patronem głównej ulicy warszawskiej dzielnicy Rembertów. 29 marca 1960 roku Minister Obrony Narodowej nadał Oficerskiej Szkole Uzbrojenia w Olsztynie imię por. Walerego Bagińskiego i ppor. Antoniego Wieczorkiewicza.